# كنولي نورجان
كنولي نورجان (بالإنجليزية: Knollenorgan) هو الاسم الذي أطلق على المستقبلات الكهربائية التي يتم العثور عليها في جلد سمك الرعاش الضعيف الذي ينتمي إلى عائلة المورميداي «أسماك الفيل» (Mجعبوبيات) من إفريقيا. وكان في. فرانز (1920) هو أول من وصفها بهذا الوصف، وهو عالم تشريح ألماني لم يكن يعلم ماهية وظيفتها في ذلك الوقت. وتمت تسميتها باسم «كنولي» أو "Knolle"، وهو مصطلح ألماني يعني «الجذر الدرني» ويصف بنية تلك المستقبلات الكهربائية في الجلد. 

## تكوين الخلية
تتكون الأعضاء الحسية من خلايا ظهارية معدلة، والتي تعمل بمثابة محولات طاقة حسية للتيارات الكهربية. بالإضافة إلى ذلك، توجد أيضًا خلايا داعمة وخلية عصبية حسية تتصل بنواة فص الخط الجانبي للمستشعرات الحسية الكهربية المتصلة بالنخاع المستطيل عبر الفرع العجيزي (الخلفي) لعصب الخط الجانبي.

## تحديد الحالة
الأعضاء هي جزء لا يتجزأ من القسم السميك من البشرة الخارجية. تكمن الخلايا المستقبلة مدفونة في الطبقات العميقة من البشرة، حيث تتوسع بعد ذلك داخل جيب في الطبقات السطحية من الأدمة. ويُحاط العضو الحسي بغشاء قاعدي يفصل الأدمة عن البشرة. وتُشكل الخلايا الظهارية منفذ توصيل حرًا فوق المستقبلات الحسية، بما يسمح للتيار المصحوب بالشحنات الديناميكية بالعبور من البيئة الخارجية إلى المستقبلات الحسية.

## الهيكل والفعالية
تفتقر مستقبلات كنولي نورجان الكهربية إلى وجود القناة الممتلئة بالسائل الجيلاتيني المؤدية للطريق من المستقبلات الحسية إلى البيئة الخارجية. وتتمتع مستقبلات الكنولي نورجان بدرجة حساسية من 20 إلى 20000 هرتز للمحفزات الكهربية مع الحقول الكهربية الصغيرة التي تبلغ 0.1 ملي فولت/سم. وتُستخدم هذه الأعضاء المستقبلة للكشف عن وجود الشحنات الكهربائية الضعيفة للعضو (EODs) الخاصة بأسماك الرعاش الأخرى، التي تكون عادة من نفس النوع. وقد تم وصف التشريح الخاص بمستقبلات كنولي نورجان بواسطة فرينز (Franz) (1920)، وبينيت (Bennett) (1965، 1971) وزابو (Szabo) (1965، 1974).